# Championnats d'Europe de marathon (canoë-kayak) 2017
Navigation
2016 2018
Les 14e championnats d'Europe de marathon en canoë-kayak se sont tenus à Ponte de Lima au Portugal du 26 juin au 2 juillet 2017, sous l'égide de l'Association européenne de canoë.

## Podiums

### Sénior

#### Hommes
| Épreuve      | Or                                                 | Argent                                                 | Bronze                                            |
| ------------ | -------------------------------------------------- | ------------------------------------------------------ | ------------------------------------------------- |
| K1 (29,8 km) | José Ramalho 2 h 11 min 54 s                       | Adrian Boros 2 h 11 min 55 s                           | Quentin Urban 2 h 11 min 56 s                     |
| C1 (26,2 km) | Marton Köver 2 h 08 min 38 s                       | Manuel Campos 2 h 08 min 48 s                          | Manuel Garrido 2 h 09 min 44 s                    |
| K2 (29,8 km) | Hongrie Adrian Boros Laszlo Solti 2 h 00 min 14 s  | Espagne Walter Bouzan Alvaro Fernandez 2 h 00 min 15 s | Espagne Luis Perez Miguel Llorens 2 h 00 min 16 s |
| C2 (26,2 km) | Espagne Manuel Campos José Sanchez 1 h 59 min 30 s | Hongrie Marton Köver Adam Docze 1 h 59 min 32 s        | Espagne Oscar Grana Ramon Ferro 2 h 01 min 19 s   |

#### Femmes
| Épreuve      | Or                                                 | Argent                                           | Bronze                                              |
| ------------ | -------------------------------------------------- | ------------------------------------------------ | --------------------------------------------------- |
| K1 (26,2 km) | Renáta Csay 2 h 03 min 15 s                        | Lani Belcher 2 h 03 min 15 s                     | Vanda Kiszli 2 h 03 min 39 s                        |
| C1 (19 km)   | Liudmyla Babak 1 h 48 min 32 s                     | Liudmyla Babak 1 h 52 min 00 s                   | Jenifer Casal 1 h 54 min 32 s                       |
| K2 (26,2 km) | Hongrie Renáta Csay Alexandra Bara 1 h 56 min 55 s | Hongrie Lili Katona Eniko Vaczai 1 h 57 min 28 s | Espagne Eva Barrios Aurora Figueras 1 h 58 min 41 s |

### Moins de 23 ans

#### Hommes
| Épreuve      | Or                           | Argent                          | Bronze                        |
| ------------ | ---------------------------- | ------------------------------- | ----------------------------- |
| K1 (26,2 km) | Adam Petro 1 h 54 min 43 s   | Miguel Llorens 1 h 54 min 47 s  | Zyggy Chmiel 1 h 54 min 52 s  |
| C1 (22,6 km) | Patryk Gluza 1 h 49 min 31 s | Mateusz Borgiel 1 h 49 min 32 s | Sergio Maciel 1 h 49 min 47 s |

#### Femmes
| Épreuve      | Or                            | Argent                               | Bronze                         |
| ------------ | ----------------------------- | ------------------------------------ | ------------------------------ |
| K1 (22,6 km) | Noémi Horváth 1 h 49 min 35 s | Zsófia Czéllai-Vörös 1 h 49 min 42 s | Alexandra Lane 1 h 49 min 43 s |

### Junior

#### Hommes
| Épreuve      | Or                                                  | Argent                                                  | Bronze                                                   |
| ------------ | --------------------------------------------------- | ------------------------------------------------------- | -------------------------------------------------------- |
| K1 (22,6 km) | Levente Vekassy 1 h 42 min 12 s                     | Charles Smith 1 h 42 min 13 s                           | Ronan Foley 1 h 42 min 21 s                              |
| C1 (19 km)   | Sebestyen Simon 1 h 35 min 51 s                     | Dániel Fejes 1 h 36 min 10 s                            | Duarte Silva 1 h 36 min 58 s                             |
| K2 (22,6 km) | Hongrie Andras redl Levente Vekassy 1 h 38 min 47 s | Danemark Thorbjorn Rask Nikolai Thomsen 1 h 38 min 50 s | Hongrie Balazs Bodnar Adam Horvath 1 h 38 min 54 s       |
| C2 (19 km)   | Allemagne Arved Heine Jonas Mode 1 h 31 min 31 s    | Hongrie David Hodovan Kristof Kollar 1 h 31 min 32 s    | Pologne Patryk Piotrowicz Mateusz Cybula 1 h 31 min 51 s |

#### Femmes
| Épreuve      | Or                                                           | Argent                                            | Bronze                                                |
| ------------ | ------------------------------------------------------------ | ------------------------------------------------- | ----------------------------------------------------- |
| K1 (19 km)   | Dorina Fekete 1 h 34 min 29 s                                | Viktória Fruzsina Nagy 1 h 34 min 33 s            | Rita Fernandes 1 h 36 min 01 s                        |
| C1 (15,4 km) | Mathilde Troncin 1 h 29 min 45 s                             | Maja Szajdek 1 h 32 min 20 s                      | Andrea Vazquez 1 h 32 min 41 s                        |
| K2 (19 km)   | Hongrie Zsofia Korsos Viktoria Fruzsina Nagy 1 h 26 min 53 s | Hongrie Dorina Fekete Emese Tanka 1 h 29 min 12 s | Royaume-Uni Emma Russell Freya Peters 1 h 29 min 29 s |

## Tableau des médailles
| Rang  | Nation      | Or | Argent | Bronze | Total |
| ----- | ----------- | -- | ------ | ------ | ----- |
| 1     | Hongrie     | 4  | 4      | 1      | 9     |
| 2     | Espagne     | 1  | 2      | 5      | 8     |
| 3     | Portugal    | 1  | 0      | 0      | 1     |
| -     | Ukraine     | 1  | 0      | 0      | 1     |
| 5     | Royaume-Uni | 0  | 1      | 0      | 1     |
| 6     | France      | 0  | 0      | 1      | 1     |
| Total | Total       | 7  | 7      | 7      | 21    |